# فدیا دامیانوف
فدیا دامیانوف (انگلیسی: Fedia Damianov؛ زادهٔ ۱۴ اوت ۱۹۵۰) قایقران کانو اهل بلغارستان است.